# Eurytoma reunionensis
Eurytoma reunionensis är en stekelart som beskrevs av Jean Risbec 1957. Eurytoma reunionensis ingår i släktet Eurytoma och familjen kragglanssteklar.
Artens utbredningsområde är:
- Madagaskar.
- Réunion.

Inga underarter finns listade i Catalogue of Life.